# Adelaide Carraro
Adelaide Carraro (Vinhedo, 30 de julho de 1936 - São Paulo, 8 de janeiro de 1992) foi uma escritora brasileira.

## História
Ficou órfã aos sete anos e foi viver em um orfanato na cidade de Vinhedo em São Paulo.
Seu primeiro texto que chegou ao conhecimento público foi a crônica Mãe, que lhe rendeu um prêmio aos treze anos de idade.Nunca se casou, mas adotou 2 crianças.
Adelaide Carraro deixou uma obra bastante extensa, com mais de quarenta edições, tendo mais de dois milhões de exemplares vendidos, entre eles O estudante, O estudante II, O estudante III, Meu professor, meu herói e Eu e o governador. Este último é o seu texto mais polêmico, referente à descrição de um suposto romance com Jânio Quadros em seu período como governador de São Paulo. Outro livro polêmico da autora é "O Passado Ainda Dói", cujo tema é sua breve passagem como repórter da TV S, de São Paulo, emissora do SBT.
Adelaide Carraro faleceu aos 55 anos de idade, vítima de câncer, e deixou como legado, 46 livros publicados.
Seus livros foram lançados pelas editoras Livraria Exposição do Livro, L'Oren, Global, Gama e Farma Livros. Sua grande rival, no mundo literário, era a escritora Cassandra Rios, cujos livros eram publicados pela Editora Record.

## Obra
Publicados
- 1965 - Falência das elites
- 1966 - Eu mataria o presidente
- 1967 - Eu e o governador
- 1967 - Os padres também amam
- 1969 - O comitê
- 1969 - Podridão
- 1970 - Asco
- 1970 - O Passado Ainda Dói
- 1971 - Os Amantes
- 1972 - Carniça
- 1972 - A mansão feita de lama
- 1972 - Escuridão
- 1973 - Submundo da Sociedade
- 1973 - A Professora
- 1974 - A Verdadeira Estória de um Assassino
- 1975 - O castrado: o homem que alugava seu corpo
- 1975 - De Prostituta a Primeira-Dama
- 1975 - O Estudante - I
- 1976 - Escritora Maldita?
- 1976 - A Viúva
- 1976 - A mãe solteira
- 1977 - Na hora do sol
- 1977 - A Adúltera
- 1977 - Orgia na TV
- 1977 - Mulher Livre
- 1977 - Os Ricos Também Matam
- 1978 - Gente
- 1980 - O Amante da Condessa
- 1980 - A Vingança do Metalúrgico
- 1980 - Depois do Crime
- 1980 - O Pervertido
- 1980 - O Caipira Super Macho
- 1980 - Fugitivo do Sexo
- 1980 - A amante do deputado
- 1981 - Fogo
- 1982 - O Túmulo que Chora
- 1982 - Meu Professor, Meu Herói
- 1982 - A Marca do Adultério
- 1982 - O Enigma do Sequestro
- 1983 - Sexo Proibido
- 1983 - Gosto de fel
- 1984 - Eu Sou o Rei
- 1984 - Os Loucos Também Amam
- 1987 - Socorro: estou morrendo de AIDS
- 1987 - O Travesti
- 1988 - O Estudante - II
- 1991 - O Estudante - III

Não publicados
- 1949 - Mãe (crônica, estreia na literatura, aos 13 anos de idade)
- 1970 - Eu Acuso (livro não lançado)

De outros autores
- 1980 - No Mundo Cão de Sílvio Santos (argumento) (livro de Shirley de Queiroz)
- 1981 - O Endemoniado (argumento) (livro de Olinto J.)
- 2000 - O Sonho de Adelaide (biografia lançada pela editora AMC/GUEDES, Rio de Janeiro, RJ)

## Adaptações para o Cinema
Alguns livros de Adelaide Carraro foram adaptados para o cinema brasileiro:
- Elite Devassa (Luís Castellini Filho) (1984)
- Escuridão (Fauzi Mansur)
- Fogo (Só Para Homens) (Luís Castellini Filho)

## Adaptações para o Teatro
Alguns livros de Adelaide Carraro foram adaptados para o teatro brasileiro:
- A Condessa